# 张子斋

张子斋

张子斋（1912年2月—1989年4月11日），名应蛟，男，白族，云南剑川县金华镇旧寨冲人，中华人民共和国政治人物。

## 生平
1935年参加革命，1937年冬赴延安抗日军政大学学习，1938年3月加入中国共产党，同年9月被分配到八路军驻武汉办事处。1940年到重庆《新华日报》社担任编辑。1941年初，回云南工作。1946年7月，辗转到缅甸仰光创办华文报纸《人民报》，并担任总编辑。
1947年，任云南人民讨蒋自救军第一纵队政治委员兼政治部主任。1949年1月，任滇桂黔边区党委常委兼纵队政治部主任，为云南解放做出过贡献。中华人民共和国建立后，历任云南省人民政府副秘书长、中共云南省委统战部副部长、云南大学秘书长、省教育厅副厅长、省政协秘书长、大理白族自治州州长、省人民委员会秘书长、中共云南省委外事小组副组长兼外事办公室主任。“文革”中受到迫害。1975年平反后出任省委民族边疆工作委员会副主任、省民族事务委员会主任、省革委会副主任。
张子斋致力于少数民族社会历史资料的收集、整理、研究、出版工作。
他还撰有大量的杂文、诗词和评论文章。他逝世后，经搜集整理，出版有《张子斋文集》四卷。